# Linia kolejowa Piza – Genova
Linia kolejowa Piza–La Spezia–Genua – jedna z magistrali włoskiej sieci kolejowej. Biegnie wzdłuż wybrzeża liguryjskiego z Genui do Pizy przez Riviera di Levante i Versilia. Przechodzi przez miasta Massa, Carrara i La Spezia. Na południe od Pizy łączy się z linią Piza–Rzym, biegnącą wzdłuż wybrzeża Morza Tyrreńskiego do Rzymu. Linia jest dwutorowa i jest w pełni zelektryfikowana napięciem 3000 V prądu stałego. Ruch pasażerski jest zarządzany przez Trenitalia.